# Tandel
Tandel (luxemburgisch Tandelⓘ) ist eine Gemeinde im Großherzogtum Luxemburg und gehört zum Kanton Vianden. Die Gemeinde entstand am 1. Januar 2006 durch Fusion der Gemeinden Bastendorf und Fuhren.

## Zusammensetzung der Gemeinde
Die Gemeinde Tandel besteht aus folgenden Ortschaften:

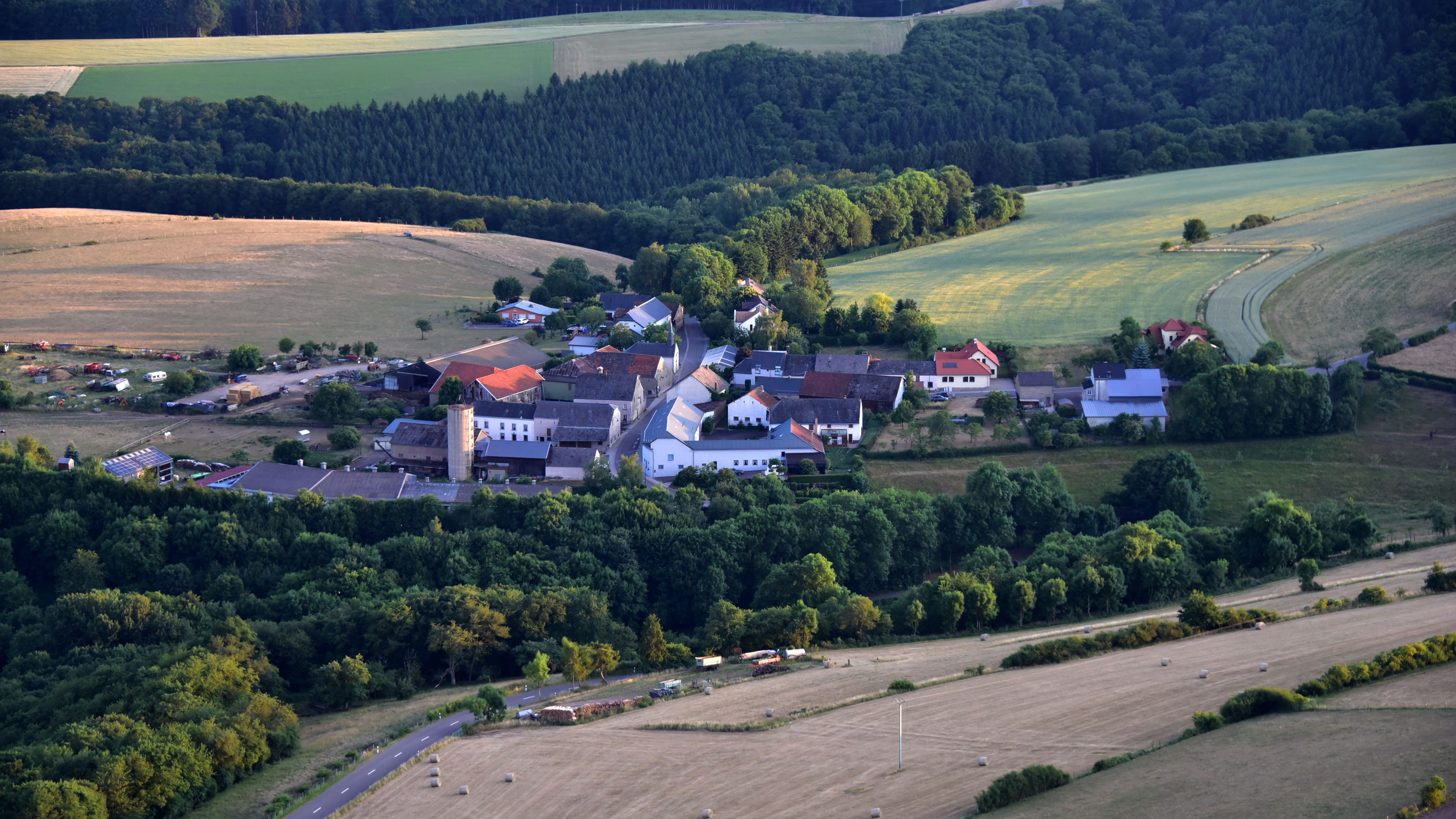
Walsdorf, Luftaufnahme (2017)

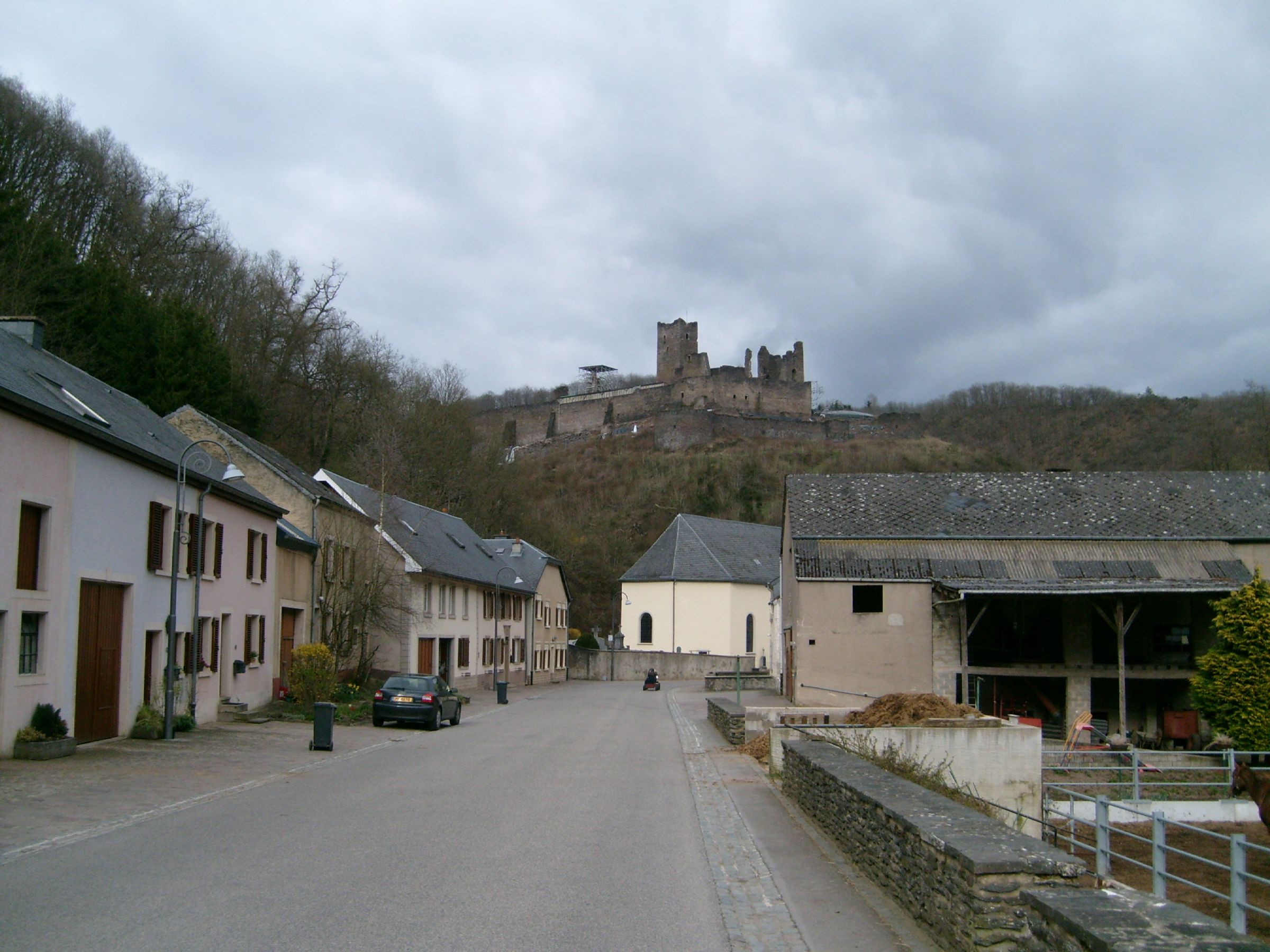
Dorf und Burgruine
Brandenburg an der Bless

- Bastendorf
- Bettel
- Brandenburg
- Fuhren
- Hoscheidterhof
- Landscheid
- Longsdorf
- Seltz
- Tandel
- Walsdorf

## Sehenswürdigkeiten
Erwähnenswert ist die Ruine der Höhenburg Burg Brandenbourg in der gleichnamigen Ortschaft, die über dem Dorf thront. Nach archäologischen Befunden stand an dieser Stelle im 7. bis 9. Jahrhundert ein hölzernes Bauwerk. Die Burg entstand im 10. Jahrhundert, was verbrannte Holzreste aus dieser Zeit belegen und eine Erklärung für den Burgnamen liefert. In den folgenden Jahrhunderten wurde die Burg mehrmals vergrößert. Im Jahre 1413 kapitulieren die Burgherren nach einer Belagerung durch den Herzog Antoine de Bourgogne. Um 1500 wird die Burg dann nochmals um einen Artillerieturm und eine Barbakane erweitert. Seit 1751 gehört sie der Familie du Fays, deren letzter Bewohner 1815 aus der Burg auszog und sie seitdem verfällt. Als Victor Hugo sie 1865 erstmals besuchte, war sie schon eine Ruine. Seit 1997 ist die Burg für 49 Jahre an den Staat Luxemburg verpachtet, doch genießt sie keine höhere Priorität. Zwar findet auf der Burg eine Vielzahl von Restaurierungsarbeiten statt, aber ihr Zustand ist noch immer zu schlecht, um sie der Öffentlichkeit zugänglich zu machen.
Die Burgruine diente 2000 als Drehort für den Film Shadow of the Vampire mit John Malkovich und Willem Dafoe und 2003 für den Film George und das Ei des Drachen mit Patrick Swayze.